# Saint-Léger-de-Peyre
Saint-Léger-de-Peyre là một xã ở tỉnh Lozère trong vùng Occitanie, phía nam nước Pháp. Sông Colagne chảy qua phía tây nam của xã. Khu vực này có độ cao trung bình 720 mét trên mực nước biển.